# محمد الزبیدی (بازیکن فوتبال)
محمد الزبیدی (انگلیسی: Mohammed Al-Zubaidi؛ زادهٔ ۲۵ اوت ۱۹۹۷) یک ورزشکار اهل عربستان سعودی است.